# C6H4N4O3
化学式C6H4N4O3（摩尔质量：180.12 g/mol）可以指：
- 2,4,7-蝶啶三醇（7-羟基二氧四氢蝶啶、紫精素），CAS号：2577-38-0
- 2,6,7-蝶啶三醇，CAS号：100516-90-3
- 4,6,7-蝶啶三醇，CAS号：58947-88-9

|  | 这个同类索引页列出了具有相同分子式的化学物（即同分異構體）条目。 除非您是有意链接至本页，否则应将相应条目的内部链接指向正确的条目。 |